# 极白之昼
《极白之昼》（英語：Brightest Day）是一部始于2010年4月的持续一年的长篇系列漫画书。该故事续接在极黑之夜的结尾之后，并展示了这些大事件的结果是如何影响整个DC漫画宇宙的。

## 剧情
所有在极黑之夜结尾中复活的角色们正准备适应他们的新生活环境，并着手了解在他们陆续死亡之后究竟发生了些什么。